# Manche mögen’s glücklich
Manche mögen’s glücklich ist ein deutscher Fernsehfilm aus dem Jahr 2012. Die Erstausstrahlung war am 27. Januar 2012 in Das Erste. Dabei wurde er von 4,03 Mio. Zuschauern gesehen, was einem Marktanteil von 12,2 Prozent entsprach.

## Handlung
Der renommierte Arzt Prof. Markus Gärtner wird der neue Leiter des Herzforschungszentrums. Damit dem Witwer und alleinerziehenden Vater die Eingewöhnung in Freiburg so einfach wie möglich gestaltet wird, beauftragt Klinikchef Prof. Weissing eine Relocation-Agentur, die sich fortan um seine Wünsche und Belange kümmert. Die Agentur schickt mit Lina Baumann ihre beste Mitarbeiterin, doch diese scheint an dem schroffen humorlosen Mediziner zu scheitern. Jede von ihr ausgesuchte Wohnung missfällt dem alleinstehenden Mediziner. Außerdem ist er von all den gemeinsamen Aktivitäten genervt. Er hat nur Arbeit im Kopf und möchte am liebsten sofort mit dem neuen Projekt anfangen.
Durch seine Art verprellt er den reichen Herrn Hofmeister, den wichtigsten Sponsor des Herzforschungszentrums. Ohne seine finanzielle Unterstützung wird das Projekt nicht realisiert werden können. Damit dies nicht geschieht, lädt Prof. Weissing den Millionär zu einem luxuriösen Wellnesswochenende ein, an dem Dr. Gärtner auch teilnehmen soll, um dem potentiellen Sponsor das Forschungsvorhaben so richtig zu erklären. Da Dr. Gärtner eher ein schroffer Mensch ist, soll die lebensfrohe Lina ihm zur Seite stehen. Da Herr Hofmeister durch ein Missverständnis glaubt, dass sie die Lebensgefährtin von Markus Gärtner ist, muss Prof. Gärtner erst Recht zusagen. Widerwillig spielt er die Lüge mit. Doch je öfter sie ihre Lüge verteidigen, desto eher wirken sie auch wie ein echtes Paar, wobei sich die ersten Gefühle untereinander entwickeln. Lina steckt dabei in einer Zwickmühle, ist sie doch eigentlich in festen Händen und ihr Freund und Agenturchef Daniel ahnt nicht, dass ihm ihr Herz nicht mehr gehört. Und erst als Lina sich von ihm lossagt, begreift auch Markus, dass sie zusammen gehören.

## Produktion
Die Liebes-Komödie wurde unter dem Arbeitstitel Mach mich glücklich! vom 3. November bis 3. Dezember 2009 in Freiburg im Breisgau und Umgebung (Schloss Bürgeln) gedreht.

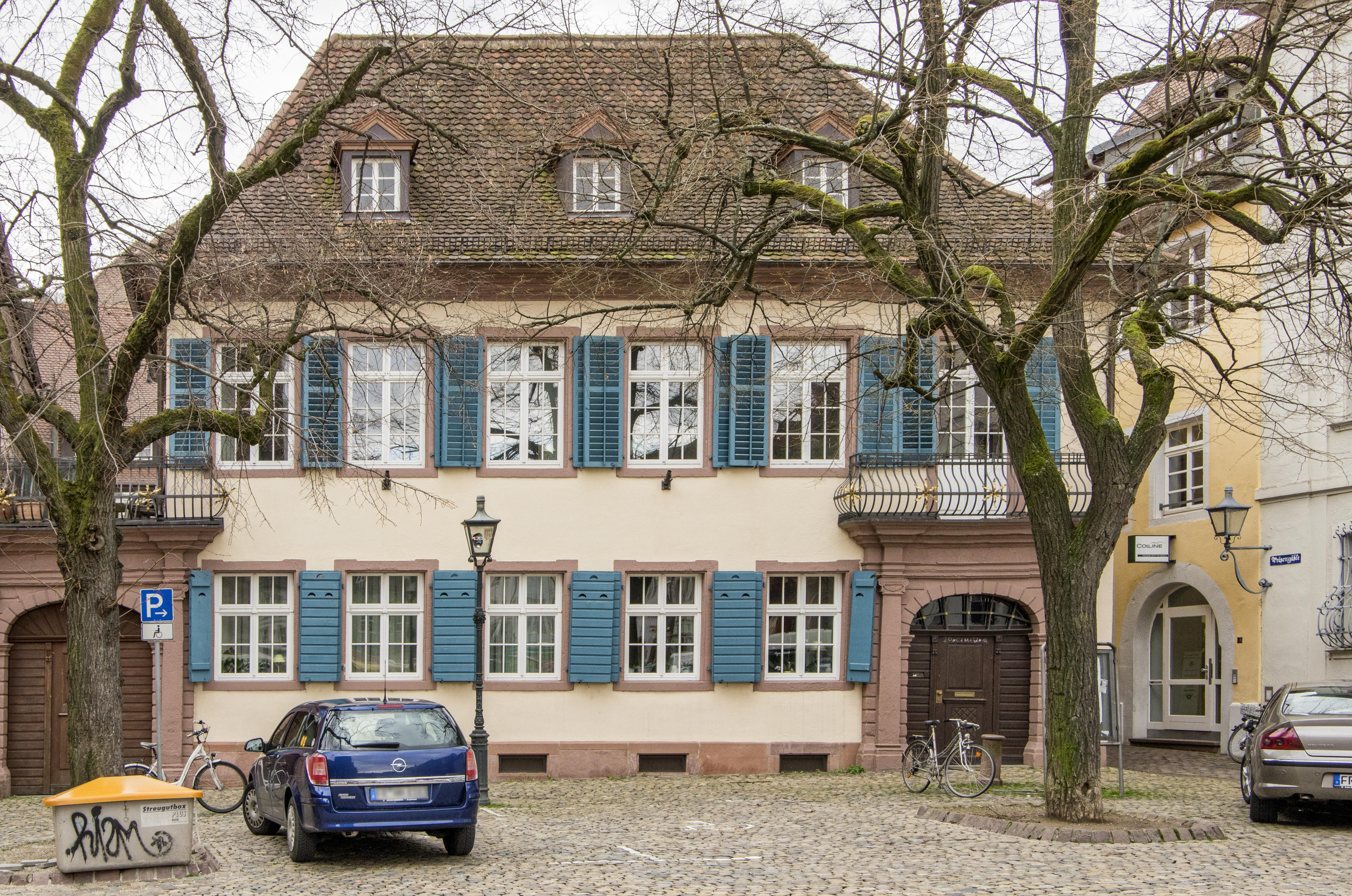
Das Wohnhaus von Lina Baumann befindet sich am Münsterplatz 36.
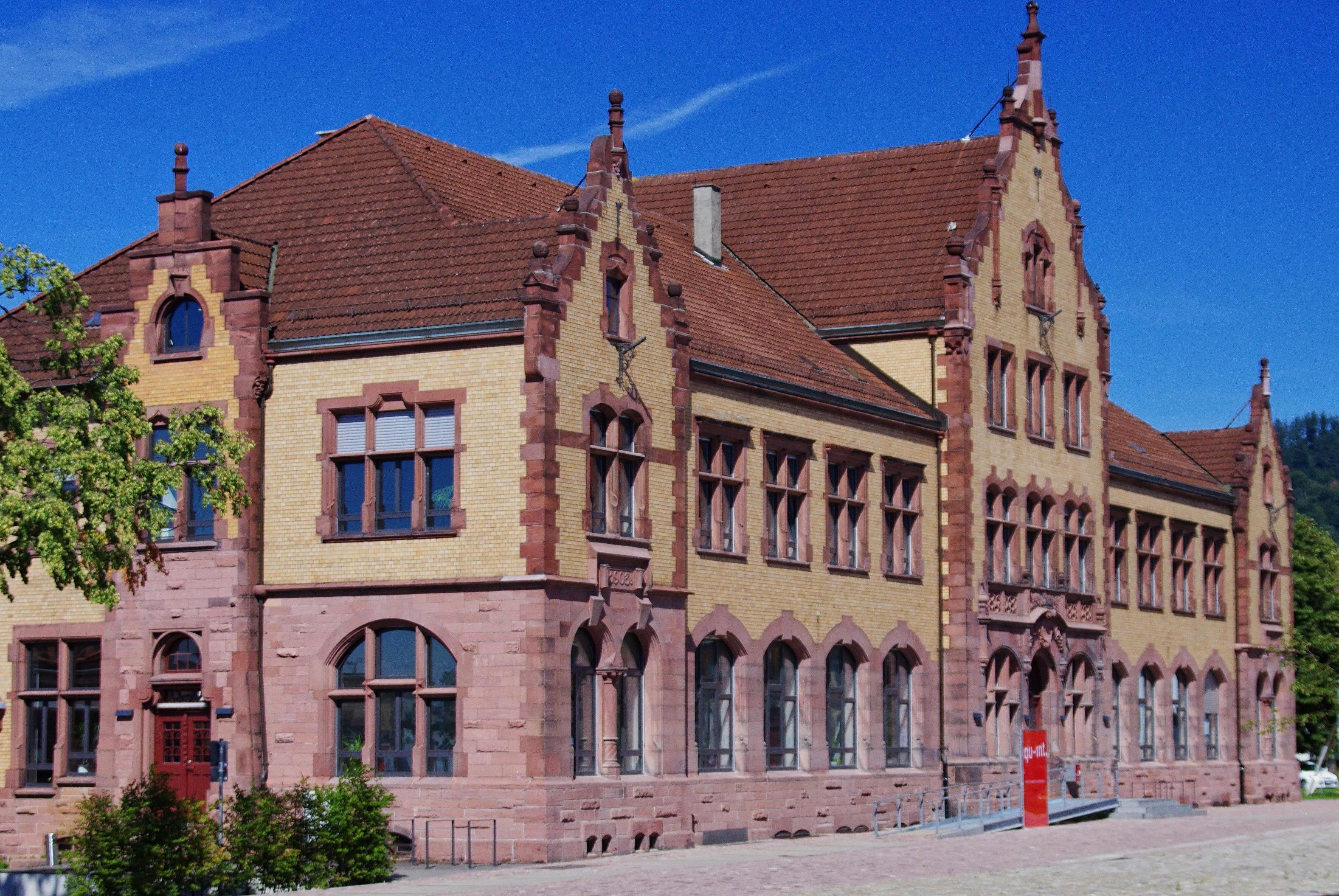
Die Agentur ist im Alten Zollhof auf dem früheren Güterbahnhofgelände.
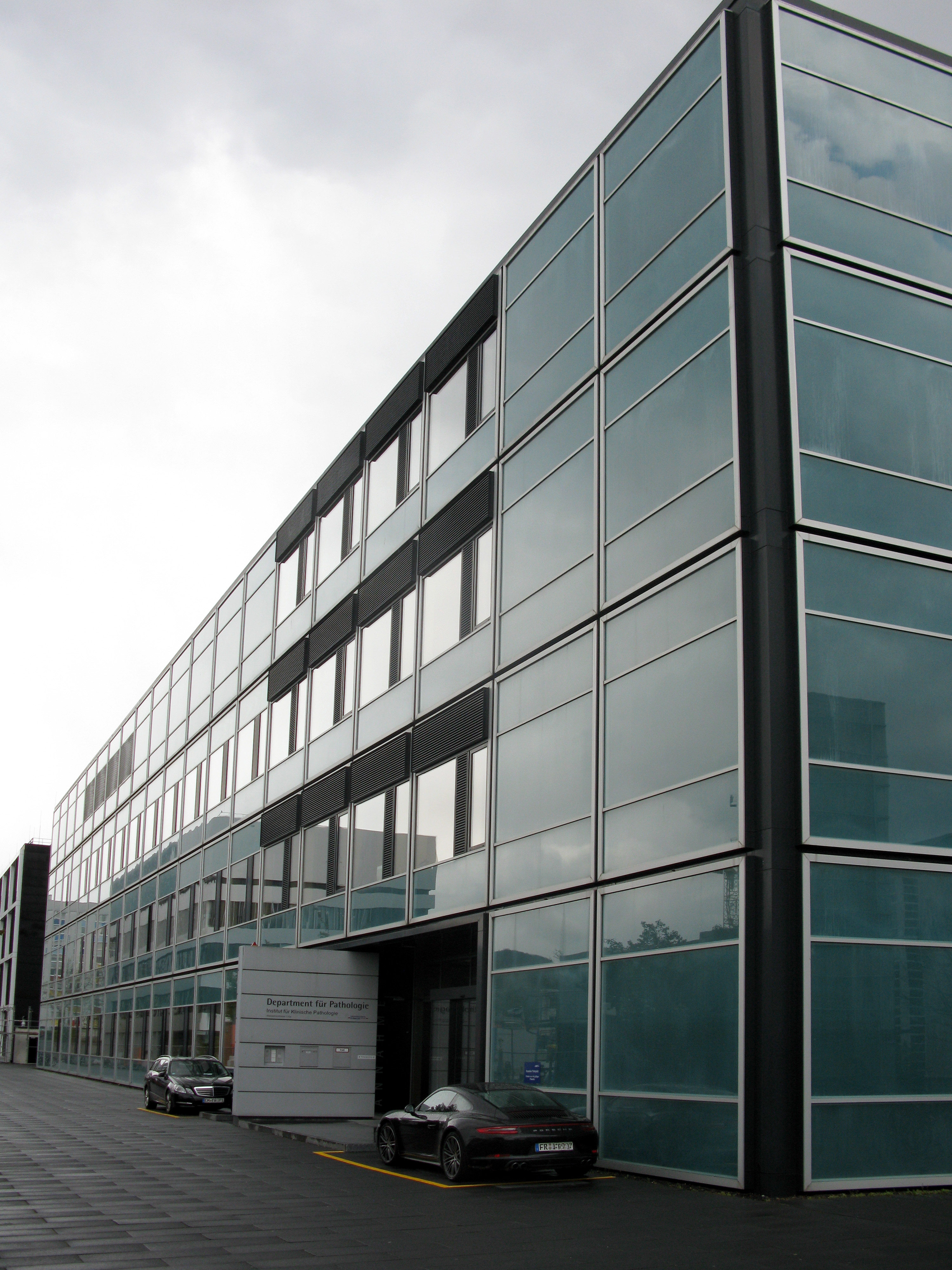
Das Department für Pathologie des Universitätsklinikums Freiburg ist im Film das Kardiologische Zentrum Freiburg.
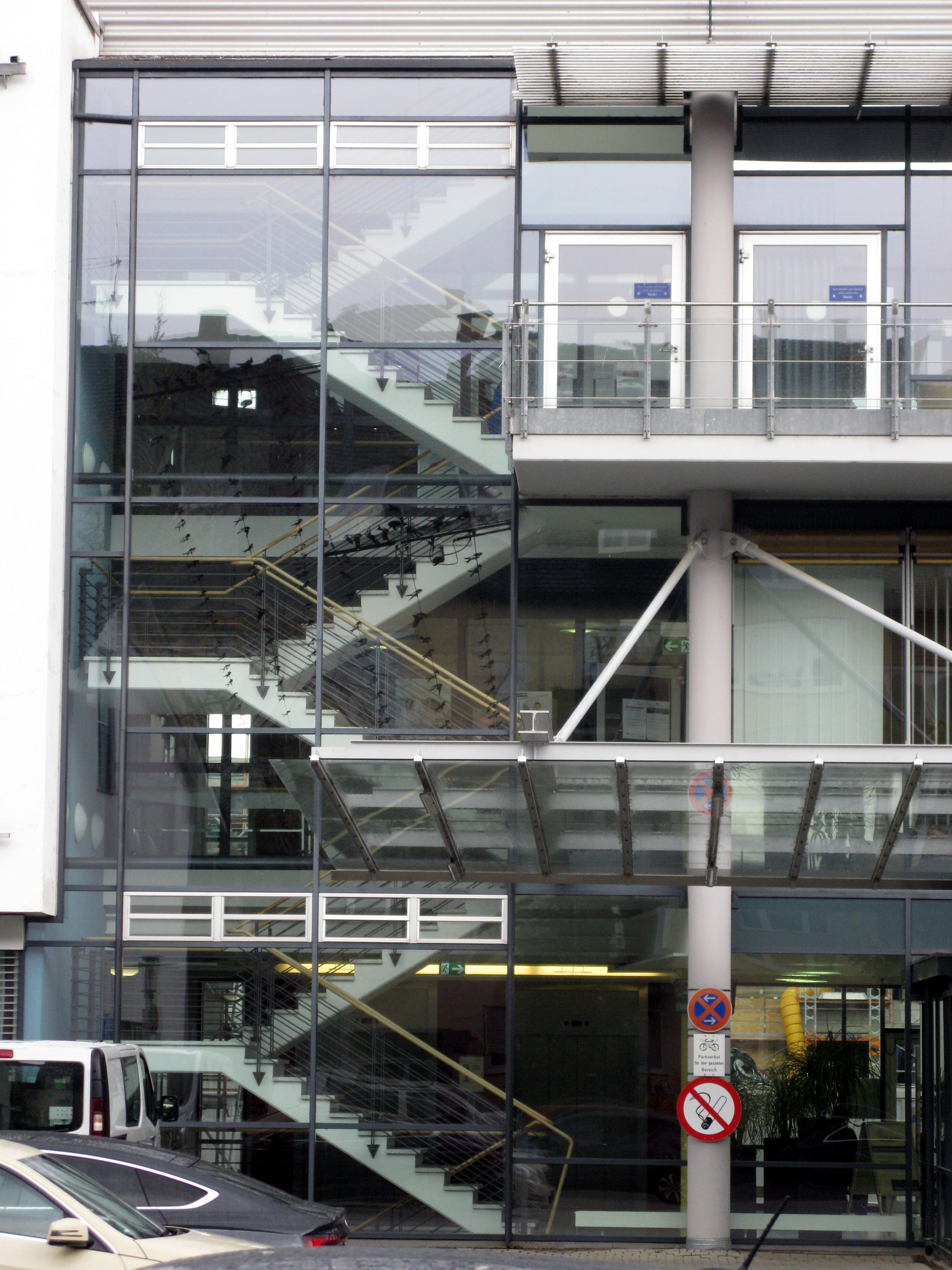
Die Treppenhausszene wurde in der Strahlenklinik der Uniklinik gedreht.
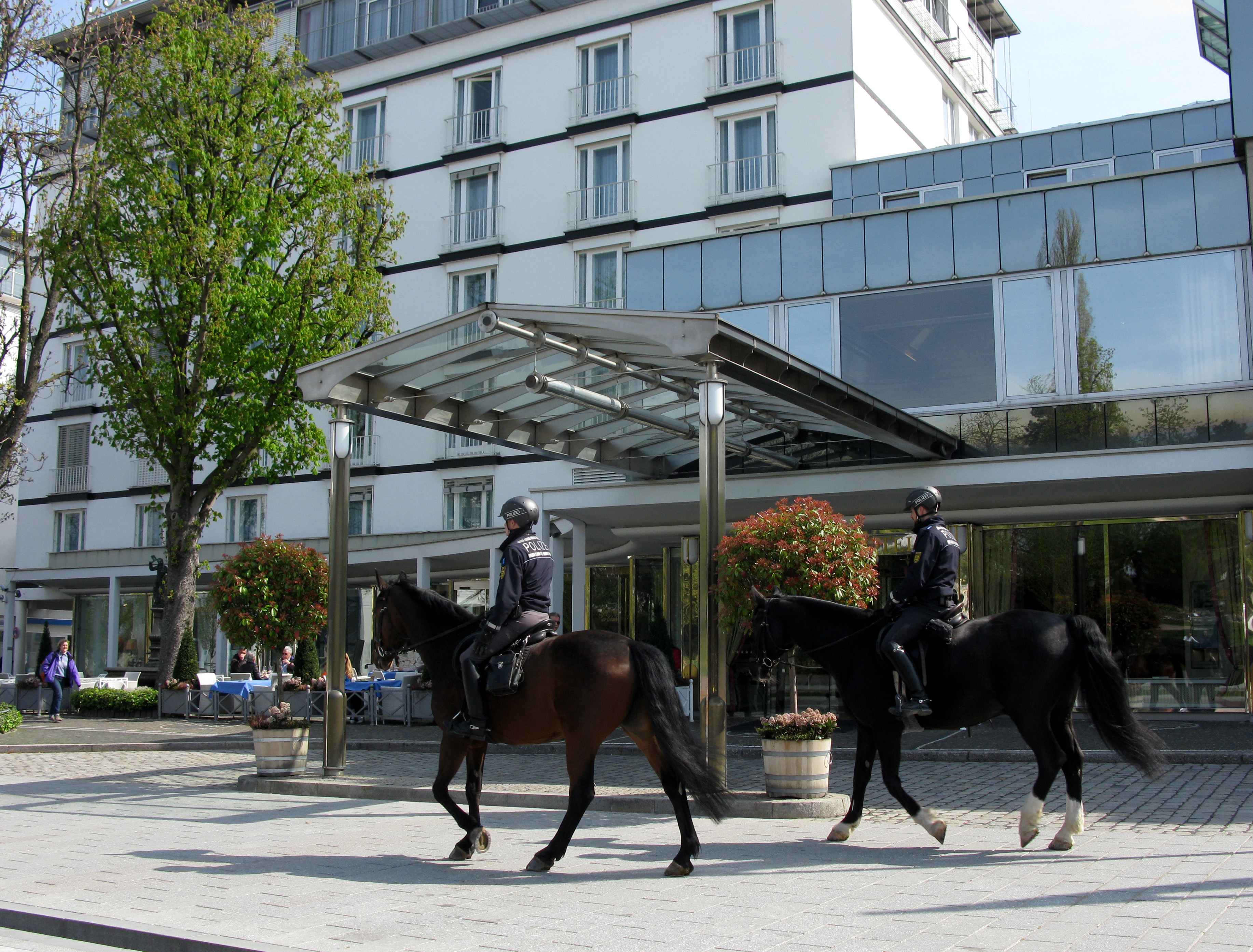
Im Colombi Hotel wohnt Dr. Gärtner und fanden die Innenaufnahmen des Wellnesswochenendes statt.
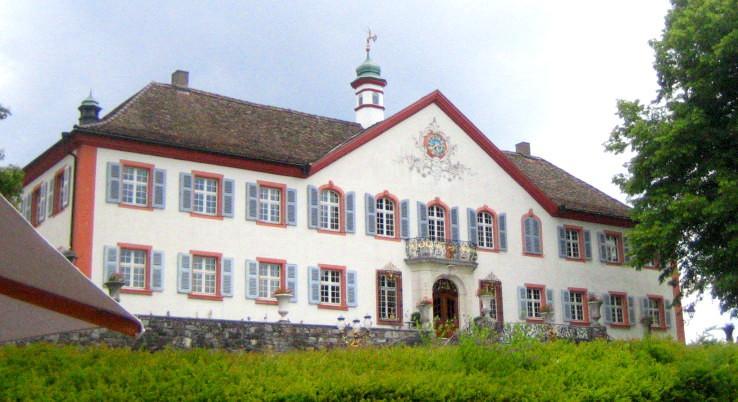
Am Schloss Bürgeln wurden Außenaufnahmen für das Wellnesswochenende gedreht.

## Kritiken
„Romantische Komödie, die auf vorhersehbare Weise einmal mehr das Klischee von der Anziehung starker Gegensätze bemüht.“

„Dabei ist es gar nicht unbedingt die Geschichte, die überrascht […] Der Film lebt von überraschend guten Dialogen, sympathischen Gestalten und feinen Zwischentönen. Merke: Wenn sich Herz zu Herzen findet, braucht es nicht unbedingt peinlich zu werden.“

„Nach der Warmlaufphase nimmt die zu erwartende Liebesanbahnung Fahrt auf – und zaubert mit ganz charmanten Einfällen dann doch ein Lächeln aufs Gesicht. […] Nette Primel aus dem Kitsch-Gewächshaus“